# Kinh (Đông y)
Kinh (經 - đường dọc, sợi thẳng) là đường chính đi thông mọi chỗ. Lạc (絡 - đan lưới, mạng) là những nhánh phân ra từ Kinh.
Kinh Lạc làm thành một mạng lưới nối tiếp, chằng chịt, phân bố khắp toàn thân. Kinh Lạc liên kết các tạng phủ, các tổ chức lại với nhau thành một chỉnh thể thống nhất.
Năm 1986, bác sĩ Jean Claude Darras và các nhà y học tại viện Neker đã chụp hình được các đường Kinh Lạc bằng một máy ảnh điện tử đặc biệt. Các nhà khoa học tiêm vào một số huyệt một dung dịch chứa Tecnetic (một hoá chất có tính phóng xạ). Máy ảnh bắt được những tia Gamma phát ra từ chất này. Qua đó người ta thấy: Sau khi tiêm vào các huyệt, dung dịch chứa Tecnetic nói trên đã lan tỏa theo các Kinh phần nào trùng hợp với những Kinh được miêu tả trong các sách châm cứu. Ngược lại, nếu tiêm vào một điểm khác trên cơ thể thì dung dịch chỉ tụ lại một chỗ, không hề lan tỏa.
Đáng chú ý nhất là các nhà y học đã xác định được rằng các Kinh châm cứu được chụp ảnh hoàn toàn không tương ứng với đường đi của mạch máu, đường gân hoặc đường dây thần kinh. Đó là các Kinh chức năng chạy theo những đường mà cho đến nay khoa học chưa hề biết đến.
Hệ thống Kinh chính gồm 12 đường kinh, xếp theo thứ tự tuần hoàn kinh khí: Thủ Thái Âm Phế Kinh, Thủ Dương Minh Đại Trường Kinh, Túc Dương Minh Vị Kinh, Túc Thái Âm Tỳ Kinh, Thủ Thiếu Âm Tâm Kinh, Thủ Thái Dương Tiểu Trường Kinh, Túc Thái Dương Bàng Quang Kinh, Túc Thiếu Âm Thận Kinh, Thủ Quyết Âm Tâm Bào Kinh, Thủ Thiếu Dương Tam Tiêu Kinh, Túc Thiếu Dương Đởm Kinh, Túc Quyết Âm Can Kinh.
12 đường Kinh chính, liên hệ trực tiếp đến tạng phủ, được chia thành bốn phần theo các chức năng của chúng.

## Thủ tam âm
Thủ tam âm là ba đường kinh âm trong cánh tay, thuộc lý, dẫn chân khí từ ngực vào tay, bao gồm:
1. Thủ Thái Âm Phế (手太陰肺經)
2. Thủ Quyết Âm Tâm Bào (手厥陰心包經)
3. Thủ Thiếu Âm Tâm (手少陰心經)

## Thủ tam dương
Thủ tam dương là ba đường kinh dương nằm mặt ngoài cánh tay, thuộc biểu, dẫn chân khí từ tay chạy lên đầu, bao gồm:
1. Thủ Dương Minh Đại Trường (手陽明大腸經)
2. Thủ Thiếu Dương Tam Tiêu (手少陽三焦經)
3. Thủ Thái Dương Tiểu Trường (手太陽小腸經)

## Túc tam dương
Túc tam dương là ba đường kinh dương nằm ngoài và phía sau đùi, thuộc biểu, dẫn chân khí chạy từ đầu xuống chân, bao gồm:
1. Túc Dương Minh Vị (足陽明胃經)
2. Túc Thiếu Dương Đởm (足少陽膽經)
3. Túc Thái Dương Bàng Quang (足太陽膀胱經)

## Túc tam âm
Túc tam âm là ba đường kinh âm nằm mặt trong đùi, thuộc lý, dẫn chân khí chạy từ chân lên bụng, bao gồm:
1. Túc Thái Âm Tỳ (足太陰脾經)
2. Túc Quyết Âm Can (足厥陰肝經)
3. Túc Thiếu Âm Thận (足少陰腎經)